# Vilne, Konotop
Vilne (în ucraineană Вільне) este un sat în comuna Sosnivka din raionul Konotop, regiunea Sumî, Ucraina.

## Demografie
Componența lingvistică a localității Vilne
     Ucraineană (93,75%)
     Rusă (6,25%)
Conform recensământului din 2001, majoritatea populației localității Vilne era vorbitoare de ucraineană (93,75%), existând în minoritate și vorbitori de rusă (6,25%).